# Marie Dolistová
Marie Dolistová (* 13. prosince 1951, Praha) je česká básnířka. Poezii se věnuje od roku 1985. Od roku 1961 žije v severočeských Teplicích.

## Literární činnost
Autorku oslovují duchovní tradice nejen v české poezii, ale i v poezii jiných národů, příroda a pobyt v ní, je naplněna pohybem a kontemplací.[ujasnit] Autorka si všímá nejen vnějších jevů v přírodě a v lidském jednání, ale chce též postihnout i to „něco“ pod a za vším, vnímá podivuhodnost bytí a celého vesmíru.[zdroj?]

### Účast v almanaších
Zúčastňuje se literárních soutěží v Severočeském kraji a jinde. Některé z jejích básní byly otištěny v městském tisku a v básnickém almanachu skupiny XXVI, v současné době v almanaších teplického Šlauchu, v přílohách Severočeského klubu spisovatelů a hostů Sluneční koróna Nových ústeckých přehledů a v antologiích severočeských literátů Pátá koróna (nakladatelství Kapucín, 2004), Odlesky z řeky poezie (nakl. Kapucín 2007), Kde se země provinila (Severočeská vědecká knihovna Ústí n. L. 2009), Umlklé struny zvuk (Severočes. vědecká knihovna Ústí n.L. 2010).
Jen krůček od tajemství (Severočes. věd.knihovna 2013, Ústí n.L.). Další účast v Rybáři odlivu - Almanach české poezie 2015, (nakl. Milan Hodek, Hradec Králové), Řezbáři stínů - Almanach české poezie 2016, (nakl. Milan Hodek, Hradec Králové), Řeka úsvitu - Almanach české poezie 2017, (nakl. Milan Hodek, Hradec Králové), Slunce v hodinách - almanach Severočes. klubu spisovatelů (Severočes. věd. knihovna 2018), časopis Poezie 2018, Delty domovů - Almanach české poezie, editor Vladimír Stibor, (vydal Milan Hodek, Hradec Králové 2019), Krátká báseň, editor Zdeněk Volf, (Protimluv 2020), Cesta k hoře úsvitu - Almanach české poezie 2020, Vladimir Stibor, (vydal Milan Hodek), Ohlédni se, nezkameníš - Almanach české poezie 2021, Vladimír Stibor & kolektiv,(Milan Hodek), Chléb pouště - Almanach české poezie 2022, Vladimír Stibor a kolektiv, (vydala Bc. Václava Rysková). Kvítka z Pegasu - almanach mělnického sdružení Pegas, Broumov 2022, vydavatel Věra Kopecká. Polibek Múzy - antologie ze severu Čech 2023, vydala Knihovna Ústeckého kraje v koedici se Severočeským klubem spisovatelů.  Poslední místo u ohně - Almanach české poezie 2023, Vladimír Stibor a kolektiv, (vydala Bc. Václava Rysková). Poezie 2024 aneb Vesmír slov - almanach českých a zahraničních autorů, vydalo nakl. Epika, Jan Medek. Neklid tažných ptáků - Almanach mělnického sdružení Pegas, Broumov 2024, vydavatel Věra Kopecká. Dvě minuty od pravdy - Almanach české poezie 2024, Vladimír Stibor a kolektiv, vydavatel: Bc. Václava Rysková. Poezie 2025 aneb Krajinou slov - almanach 57 českých a světových autorů, vydalo nakl.Epika, Jan Medek. 

### Sbírky básní
V roce 1994 vyšla její první sbírka básní "V síti rybáře",  (nakl. Řád v Praze), v roce 2000 "S příchutí země " a v roce 2002 "Zarostlé stezky" v nakladatelství Alfa-Omega v Praze. Sbírky obsahují básně s přírodní lyrikou, reflexí života a básně s duchovní orientací. Ve sbírce "Zarostlé stezky" jsou i dvě rozsáhlejší epické básně věnované dvěma ženám, které rozděluje dálka staletí, a přesto si blízkých svým heroickým humanismem, ženám českého národa - paní Zdislavě z Lemberka z první poloviny 13. století a doktorce Vlastě Kálalové-Lottiové z 20. století. R. 2009 vychází samostatná epická báseň.
"Paní Zdislava z Lemberka", s překlady do pěti jazyků v knížce, (němčina, angličtina, polština, esperanto, lužická srbština), nakl. Řád Praha. Překlady uskutečněny v České republice.V r. 2011 byla vydána další sbírka básní "Na hraně stínu" nakladatelstvím Balt-East v Praze, básně meditativní, přírodní lyrika a básně stylu japonského haiku v kapitole "Severočeská haiku ". R. 2017 vydána samostatná sbírka básní haiku " V dešťových kapkách" nakladatelstvím DharmaGaia v Praze, s vlastní fotoilustrací, s vodoznaky v textu. R. 2018 vyšlo druhé, doplněné vydání sbírky "V síti rybáře", v nakladatelství Matice cyrilometodějská, Olomouc. R. 2019 sbírka básní "O tvrdost kamene", s baladou o tragicky zahynulém dráteníčkovi, básně s reflexí života a závěrem s Haiku z děravé kapsy.
Marie Dolistová je též autorkou textů s biblickou tematikou a dvou hudebních libret, které byly zhudebněny severočeským skladatelem PhDr. Janem Bůžkem. Na text její básně Legenda o sv. Vojtěchovi zkomponoval tento skladatel kantátu pro basbaryton, soprán, recitátora, smíšený sbor a orchestr (1996). Premiéra zazněla v Teplicích 12. dubna 2001 v podání Severočeského filharmonického sboru a sólistů. 
V roce 2012 byla zhudebněna její báseň a kratší libreto "Anežka Česká" plk. Mgr. Janem Zástěrou. Vznikla tak skladba pro dvě sopranistky a orchestr, která byla provedena též 27. září 2012 v katedrále sv. Víta v Praze orchestrem Hudby Hradní stráže a Policie ČR, též v rámci koncertů tohoto tělesa roku 2015 v Římě, v papežské bazilice sv. Vavřince za hradbami.
V letech 2018-2020 zkomponoval plk. Mgr. Jan Zástěra na texty autorky cyklus duchovních kantát k českým světcům "České nebe", premiéra 27. září 2018 v katedrále sv. Víta, Praha, 30. září 2018 v přesunutém kostele P. Marie v Mostě, provedení vyvrcholilo koncertem v Lateránské bazilice v Římě 12. listopadu 2019. Za toto dílo obdržela autorka spolu se skladatelem děkovné uznání ČBK na Velehradě pro rok 2019.
Je členkou literárního klubu PEGAS v Mělníku, Severočeského klubu spisovatelů (Ústí n. L.) a literární skupiny XXVI. Vlastní poezii představuje též na autorských čteních v teplickém Šlauchu (volná výtvarná a literárně-estetická společnost). Spolupráce s nakladatelstvím tělesně postižených malířů UMÚN a nadačním fondem pro nevidomé LUMEN CHRISTI, kde byly uskutečněny nahrávky jejích sbírek.

## Dílo

### Sbírky básní
- V síti rybáře (Řád,1994)
- S příchutí země (Alfa-Omega, 2000)
- Zarostlé stezky (Alfa-Omega, 2002)

- Paní Zdislava z Lemberka (Řád, 2009) - šestijazyčná knížka: česky, polsky, lužickosrbsky, německy, esperantsky, anglicky. Překlady uskutečněny v České republice, Německu a Polsku soukromými osobami. Polština - Zofia Kamieniecka, němčina a lužickosrbšina - Michael Wolf, esperanto - JUDr. Zdeněk Rusín, Jan Werner, angličtina - Pavla Bejčková.

- Na hraně stínu (Balt-East, 2011)

- V dešťových kapkách (DharmaGaia, 2017)
- V síti rybáře - druhé, doplněné vydání (Matice cyrilometodějská, 2018)
- O tvrdost kamene (Dauphin, 2019)